# Georgia en el Festival de la Canción de Eurovisión Junior
Georgia fue uno de los países que debutó en el V Festival de Eurovisión Junior en 2007.
La cantante Mari Romelashvili fue su primera representante (mediante Elección interna) cantando cantó el tema "Odelia Ranuni" el cual en esa edición fue interpretado en la 1ª posición pero finalmente quedó en 4° lugar con 116 puntos, por delante de la entonces conocida como Antigua República Yugoslava de Macedonia y por detrás de Serbia.
Al año siguiente decidieron seguir participando en el festival eligiendo al trío Bzikebi y su canción "Bzz...", la que se alzó con la victoria con 154 puntos. La canción se hizo con letra inventada que representaba al zumbido que realizan las abejas.
Luego de esa edición, en 2011 volvieron a ganar, esta vez con 108 puntos, con el grupo Candy. En 2016, y contra todo pronóstico, Mariam Mamardashvili con Mzeo vence el Festival celebrado en La Valeta y de esta forma, Georgia se convierte en el país con más victorias. En 2024, y también contra todo pronóstico, consiguieron su cuarta victoria en Madrid, con Andria Putkaradze y su canción To My Mom. De esta forma, se convierten nuevamente en el país con más victorias en el Festival, superando a Francia (que lo había alcanzado con tres triunfos en los últimos cuatro años).
Su puntuación media hasta 2024 es de 124,39 puntos.

## Participación
| Año  | Sede       | Artista                   | Canción                  | Lugar | Pts |
| ---- | ---------- | ------------------------- | ------------------------ | ----- | --- |
| 2007 | Rótterdam  | Mariam Romelashvili       | «Odelia Ranuni»          | 4     | 116 |
| 2008 | Limassol   | Bzikebi                   | «Bzz...»                 | 1     | 154 |
| 2009 | Kiev       | Group Princesses          | «Lurji prinveli»         | 7     | 68  |
| 2010 | Minsk      | Mariam Kakhelishvili      | «Mari-Dari»              | 4     | 109 |
| 2011 | Ereván     | CANDY                     | «Candy Music»            | 1     | 108 |
| 2012 | Ámsterdam  | Funkids                   | «Funky Lemonade»         | 2     | 103 |
| 2013 | Kiev       | The Smile Shop            | «Give Me Your Smile»     | 5     | 91  |
| 2014 | Marsa      | Lizi Japaridze (Lizi Pop) | «Happy Day»              | 11    | 54  |
| 2015 | Sofía      | The Virus                 | «Gabede»                 | 10    | 51  |
| 2016 | La Valleta | Mariam Mamadashvili       | «Mzeo»                   | 1     | 239 |
| 2017 | Tiflis     | Grigol Kipshidze          | «Voice of the Heart»     | 2     | 185 |
| 2018 | Minsk      | Tamar Edilashvili         | «Your Voice»             | 8     | 144 |
| 2019 | Gliwice    | Giorgi Rostiashvili       | «We Need Love»           | 14    | 69  |
| 2020 | Varsovia   | Sandra Gadelia            | «You Are Not Alone»      | 6     | 111 |
| 2021 | París      | Niko Kajaia               | «Let's Count The Smiles» | 4     | 163 |
| 2022 | Ereván     | Mariam Bigvava            | «I Believe»              | 3     | 161 |
| 2023 | Niza       | Anastasia & Ranina        | «Over The Sky»           | 14    | 74  |
| 2024 | Madrid     | Andria Putkaradze         | «To My Mom»              | 1     | 239 |
| 2025 | Tiflis     | -                         | -                        | -     | -   |

## Festivales organizados en Georgia
| Edición                                          | Ciudad sede | Localización     | Presentandores                    |
| ------------------------------------------------ | ----------- | ---------------- | --------------------------------- |
| Festival de la Canción de Eurovisión Junior 2017 | Tiflis      | Palacio Olímpico | Lizi Japaridze y Elene Kalandadze |
| Festival de la Canción de Eurovisión Junior 2025 | Tiflis      | Palacio Olímpico |                                   |

## Votaciones
Georgia ha dado más puntos a...
| N.º | País         | Pts |
| --- | ------------ | --- |
| 1   | Armenia      | 150 |
| 2   | Ucrania      | 117 |
| 3   | Malta        | 75  |
| 4   | Bielorrusia  | 69  |
| 5   | Países Bajos | 63  |
| 6   | Italia       | 59  |
| 7   | Rusia        | 50  |
| 8   | Francia      | 45  |
| 9   | Australia    | 42  |
| 10  | Lituania     | 40  |

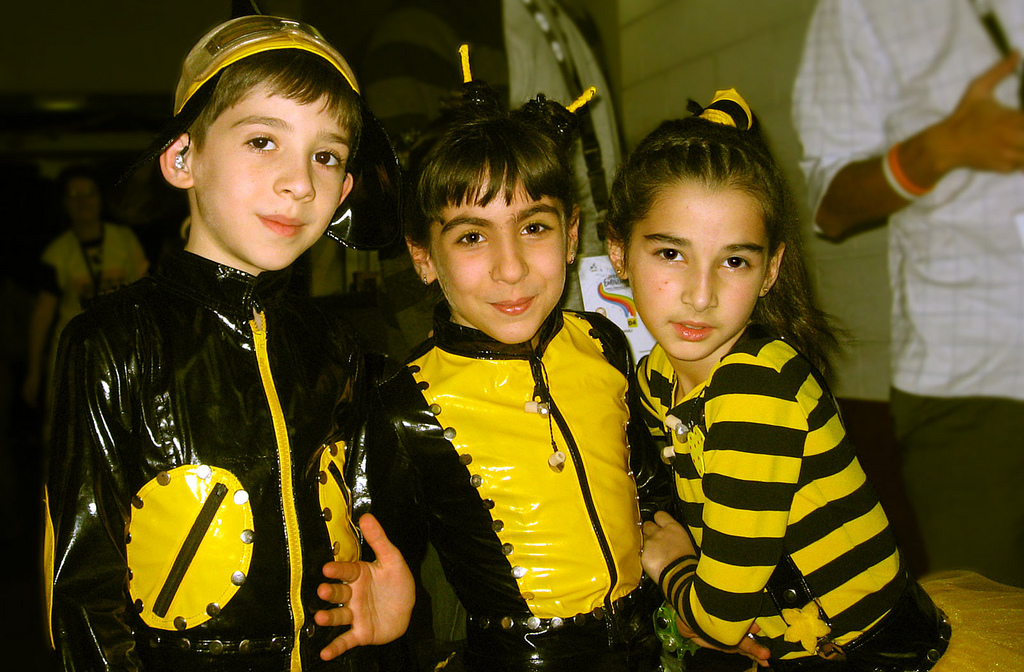
Bzikebi en Limassol (2008).

Georgia ha recibido más puntos de...
| N.º | País                | Pts |
| --- | ------------------- | --- |
| 1   | Armenia             | 167 |
| 2   | Ucrania             | 133 |
| 3   | Rusia               | 105 |
| 4   | Países Bajos        | 103 |
| 5   | Malta               | 93  |
| 6   | Bielorrusia         | 81  |
| 7   | Macedonia del Norte | 74  |
| 8   | Serbia              | 71  |
| 9   | Chipre              | 59  |
| 10  | Albania             | 56  |

## Portavoces
| Año  | Portavoz                  | 12 Puntos    |
| ---- | ------------------------- | ------------ |
| 2023 | Mariam Bigvava            | España       |
| 2022 | Nikoloz Kajaia            | Italia       |
| 2021 | Sandra Gadelia            | Francia      |
| 2020 | Marita Khvedelidze        | Kazajistán   |
| 2019 | Anastasia Garsevanishvili | Kazajistán   |
| 2018 | Nikoloz Vasadze           | Malta        |
| 2017 | Lizi Tavberidze           | Rusia        |
| 2016 | Elene Sturua              | Países Bajos |
| 2015 | Lizi Pop                  | Armenia      |
| 2014 | Mariam Khunjgurua         | Armenia      |
| 2013 | Elene Megrelishvili       | Armenia      |
| 2012 | Candy                     | Armenia      |
| 2011 | Elene Makashvili          | Lituania     |
| 2010 | Giorgi Toradze            | Bielorrusia  |
| 2009 | Ana Davitaia              | Armenia      |
| 2008 | Ana Davitaia              | Ucrania      |
| 2007 | Nino Epremidze            | Armenia      |

- Datos: Q633186
- Multimedia: Georgia in the Junior Eurovision Song Contest / Q633186